# Taguella

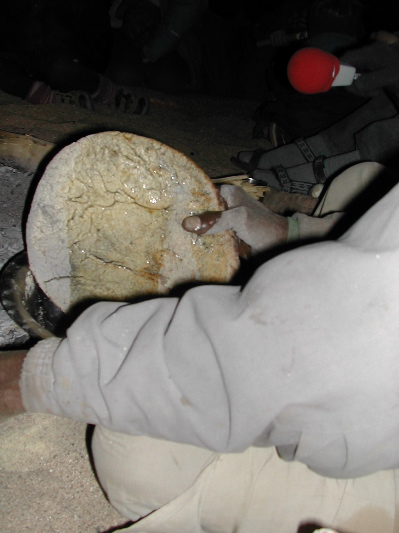
Taguella en Algérie, en 2005.

La taguella, ou taghella, est le plat de base des Touaregs, le pain du désert cuit sous la cendre.

## Étymologie
Tagella, tagella chez les Imuhagh, tagwella (berbère) signifie « nourriture à base de céréales, nourriture noble, bénie, essentielle », « fleur de farine » et « galette » en tahaggart (pluriel tigellwin), est un mot provenant du berbère taga, ou taghediwt, le « chardon d'artichaut » comestible.

## Description

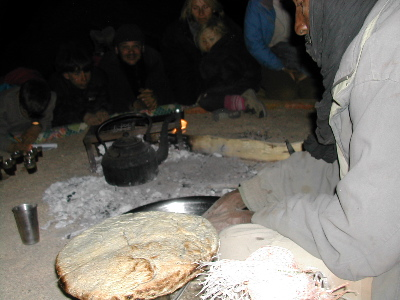
Taguella en Algérie, en 2005.

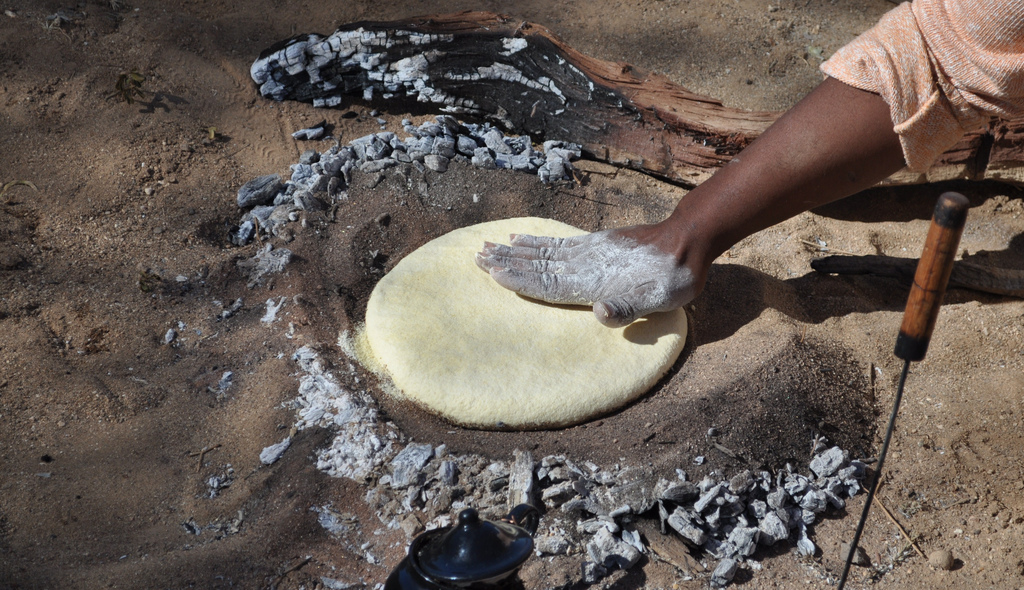
Préparation de la taguella.

Servie dans un grand plat, comme plat unique ou servie avec de la viande de mouton, accompagnée de lait de chèvre, de chamelle ou de brebis, et de thé, la taguella est le plat emblématique des Touaregs et aussi leur nourriture de base.
La taguella est une épaisse galette sans levain de semoule de blé ou de mil, parfois mélangée à la farine de taouit, longuement pétrie (pendant une vingtaine de minutes) puis cuite sous les braises, la cendre et le sable, qui sert de pain (ce mot désigne par extension toute sorte de pain) aux Touaregs et qu'ensuite on trempe (avec la main droite) après l'avoir fragmentée, dans une sauce (appelée adreze n'taguela) à base de tomate et de légumes, ou de viandes diverses, de piment, ou de bouillon et parfois parfumée au fenouil sauvage (tattayt), accompagnée de viande.

## Citation
« Pour faire une taguella, on verse dans une écuelle de la farine et de l'eau et on les mêle avec une cuillère jusqu'à ce qu'il forme un liquide homogène ayant la consistance d'une sauce moyennement épaisse ; on fait un feu à un endroit couvert de sable et propre ; quand le feu n'a plus de flammes et qu'il ne reste que des braises, on écarte un peu celles-ci, de manière à laisser à découvert, ou seulement couvert de quelques cendres, le sable du sol ; dans ce sable chaud ou ces cendres chaudes, on pratique un creux rond, de 4 à 5 centimètres de profondeur et de largeur tel qu'il puisse contenir le mélange de farine et d'eau ; on verse ce mélange dans le creux ; on le dessèche légèrement à la surface en faisant passer à peu de distance au-dessus de lui pendant un court moment la flamme d'herbages en feu ; puis on recouvre le pain de cendres, et on met un lit de braises au-dessus des cendres. Quand on estime le pain suffisamment cuit dans sa partie supérieure, on écarte les braises et les cendres, on retourne le pain, et on le couvre de nouveau de cendres surmontées de braises pour que la partie qui reposait précédemment sur le sable cuise à son tour ; quand elle est cuite, on retire le pain des cendres et on le lave à grande eau : il est prêt à être mangé. »
— Charles de Foucauld, Dictionnaire français-touareg